# 云南丁香
云南丁香（学名：Syringa yunnanensis）为木犀科丁香属的植物。分布在欧美各国及中国大陆的云南、四川、西藏等地，生长于海拔2,000米至3,900米的地区，多生于林下、沟边、山坡灌丛及河滩地。